# Peter, Sue & Marc
Peter, Sue and Marc sono stati un gruppo musicale svizzero pop/folk di Berna.
I membri del gruppo erano Peter Reber (1949, voce, piano, chitarra), Elizabeth "Sue" Schell (1950, voce), e Marc Dietrich (1948, voce e chitarra).
Hanno rappresentato la Svizzera all'Eurovision Song Contest 1971, 1976, 1979 e 1981, cantando canzoni in lingua francese (Les illusions de nos 20 ans), inglese (Djambo Djambo), tedesca (Trödler & Co.) e italiana (Io senza te).
In Svizzera hanno venduto più di due milioni di dischi e sono molto famosi anche in Germania, Austria e Giappone dove hanno tenuto parecchi concerti.
Il loro più grande successo è del 1976, Cindy.

## Singoli
- Les illusions de nos 20 ans (1971)
- Zigeuner (1975)
- Ein neuer Tag (1975)
- Djambo Djambo (1976)
- Like a Seagull (1976)
- Cindy (1976)
- Mountain Man (1977)
- Memory Melody (1977)
- Charlie Chaplin (1978)
- Tom Dooley (1979)
- Trödler & Co. (1979)
- Columbus (1979)
- Scotty Boy (1979)
- Jerusalem (1979)
- Ciao Amico (1980)
- Love will find a way (1980)
- Birds of Paradise (1980)
- The Last Bolero (1980)
- Io senza te (1981)
- Amazonas (1981)

## Discografia
- Weihnachten - Noël - Natale - Christmas (1975)
- Peter, Sue & Marc (1976)
- Songs International (1976)
- Mountain Man & Cindy (1977)
- Deutsche Originalaufnahmen (1977)
- Unsere Lieblings-Songs aus dem Fernsehkleintheater (1978)
- Tom Dooley (1978)
- By Airmail (1979)
- Birds Of Paradise / Ciao Amico (1980)
- The Best Of Peter, Sue & Marc (1981)
- Das grosse Abschiedskonzert - Live (1981)
- diverse weitere "Best Of..." nach 1981 (z.B. Gold 1 & 2 / Ihre Lieder Ihre Hits)
- Hits International (2005, mit einigen bis dahin unveröffentlichten Aufnahmen)